# Queen: The Singles Collection Volume 3
The Singles Collection, Volume 3 è un cofanetto in edizione limitata del gruppo musicale rock britannico Queen, pubblicato il 31 maggio 2010.
È il terzo cofanetto dei quattro previsti. Contiene 13 singoli rimasterizzati, pubblicati successivamente alla raccolta The Singles Collection Volume 2.
Il set contiene tracce come Blurred Vision e Pain Is So Close to Pleasure (single remix), per la prima volta disponibili su CD.

## Tracce
Disco 1: It's a Hard Life
1. It's a Hard Life - 4:10
2. Is This the World We Created...? - 2:13

Disco 2: Hammer to Fall
1. Hammer to Fall (Single Version) - 3:41
2. Tear It Up - 3:26

Disco 3: Thank God It's Christmas
1. Thank God It's Christmas - 4:23
2. Man on the Prowl - 3:29
3. Keep Passing the Open Windows - 5:23

Disco 4: One Vision
1. One Vision (Single Version) - 4:04
2. Blurred Vision - 4:42

Disco 5: A Kind of Magic
1. A Kind of Magic - 4:28
2. A Dozen Red Roses for My Darling - 4:45

Disco 6: Friends Will Be Friends / Princes Of The Universe (doppio lato A)
1. Friends Will Be Friends - 4:08
2. Princes of the Universe - 3:32

Disco 7: Pain Is So Close to Pleasure
1. Pain Is So Close to Pleasure (Single Remix) - 4:01
2. Don't Lose Your Head - 4:39

Disco 8: Who Wants to Live Forever
1. Who Wants to Live Forever (Single Version) - 4:04
2. Forever (Piano Version) - 3:21

Disco 9: One Year of Love
1. One Year of Love - 4:29
2. Gimme the Prize - 4:35

Disco 10: I Want It All
1. I Want It All (Single Version) - 4:04
2. Hang on in There - 3:46

Disco 11: Breakthru
1. Breakthru - 4:11
2. Stealin' - 3:59

Disco 12: The Invisible Man
1. The Invisible Man - 3:59
2. Hijack My Heart - 4:11

Disco 13: Scandal
1. Scandal - 4:45
2. My Life Has Been Saved (B-Side Version) - 3:13